# Cursuvell
Cursuvell, także: Corsavell – miejscowość w Hiszpanii, w Katalonii, w prowincji Girona, w comarce Alt Empordà, w gminie Albanyà.
W 1553 roku w miejscowości mieszkały 2 osoby. Według danych INE w latach 2000–2020 była niezamieszkana.